# Sidi Khouïled (distrito)
Sidi Khouïled é um distrito localizado na província de Ouargla, Argélia, e cuja capital é a cidade de mesmo nome. A população total do distrito era de 32 792 habitantes, em 2008. A maioria da população deste distrito mora somente a oeste da capital, Ouargla.

## Comunas
O distrito está dividido em três comunas:
- Sidi Khouïled
- Ain Beida
- Hassi Ben Abdellah